# イフェ
イフェ（Ife）は、ナイジェリア南西部、オスン州の都市。イレ・イフェ（Ilé-Ifẹ）ともいう。人口501,952人。ヨルバ人の天孫降臨神話の舞台であり、ヨルバ最古の都市国家でもあった。今もヨルバ人の聖地となっている。

## 概要
イフェはヤム・キャッサバ・カカオ・コムギ・タバコなどの集散地であり、また綿工業もある。イフェにはオバフェミ・アウォロウォ大学があり、テレビ局や9000人収容のサッカースタジアムもある。

## 歴史
ヨルバ人の神話によれば、オドゥドゥワという伝説上の王がイフェに降り立ち、初代のオニ（王）となり、彼の子孫がヨルバランド各地に散らばって、ヨルバ諸国が誕生したという。そのため、後にイフェ王国が衰えてもイフェの王は祭祀権を相変わらず持ち続け、ヨルバ諸国の王は必ず就任の際イフェに出向き、イフェ王の承認を得なければ王として認められなかった。
歴史上においてイフェの存在が確認されるのは700年から900年ごろからである。イフェ王国はヨルバ諸国の中心として勢力を伸ばしたが、やがて西方のオヨ王国に押され、勢力を縮小させた。とはいえ聖権はイフェが握っており、聖権（イフェ）と軍権（オヨ）との二重権力構造が続くこととなった。
19世紀末、イフェはイギリスによって植民地化された。

## 関連項目

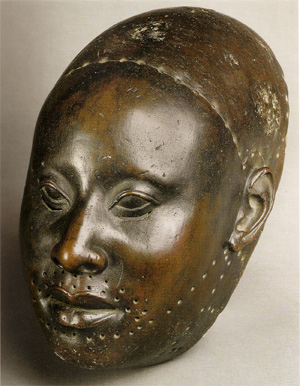
1300年頃の銅製仮面

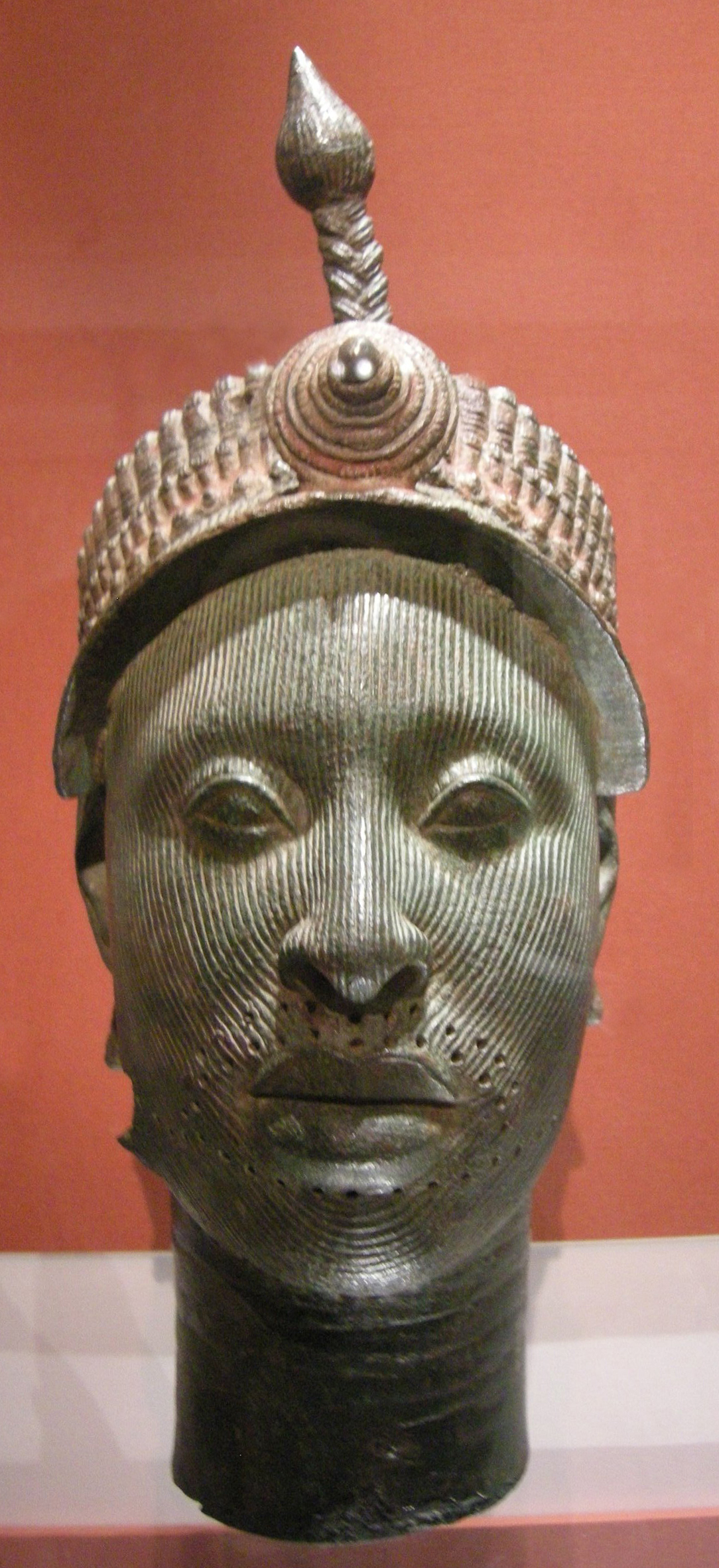
王の銅像